# 深尾巴恵
深尾 巴恵（ふかお ともえ、1992年9月25日 - ）は、群馬県高崎市出身のボートレーサー。登録第4843号。身長156cm。血液型B型。115期。夫は同じくボートレーサーの伊藤将吉。

## 来歴
- 高崎健康福祉大学高崎高校卒業
- 新島学園短期大学キャリアデザイン学科卒業
- 2013年9月、第115期選手養成員としてやまと学校に入学。リーグ戦勝率4.53（準優出1　優出2）の成績を残した。
- 2014年9月20日、選手登録。
- 2014年11月25日からボートレース桐生で開催された一般戦「第9回下野新聞社杯」初日第6Rでデビュー[1]。（6着）
- 2015年11月30日からボートレース大村で開催された一般戦「富士通フロンテック杯」4日目（最終日）第7Rで初勝利[2]。（102走目）
- 2023年11月18日からボートレース平和島で開催された一般戦「マンスリーBOATRACE杯」で初優出、初優勝を果たす[3][4]。

## エピソード
- 中学生の時に生徒会副会長を務めた経験を持つ。
- 短大を卒業後に受験。きっかけは「挑戦してみたかったし、お金もほしかった」と話す。
- レーサーとしての目標は「群馬の星になる」。
- 食べる事が大好きで大食いキャラらしいがレース前はきっちり減量している。
- 2021年前期までの4期通算勝率が3.79で、「4期通算勝率3.80」の条件をクリアできずに引退の危機に瀕していたが、2021年3月21日の大村3Rで3着に入って勝率3.80を確保、すんでのところで引退を回避した。
- 2024年4月1日のボートレース多摩川の GⅢ「オールレディースリップルカップ」のオープニングセレモニーで結婚を発表[5]。当日がエイプリルフールだったためファンもほとんど半信半疑だったが、後に事実だったことが報道された[6]。また、これに伴い同年5月から静岡支部に転籍している[7]。

## 戦績
- 出走回数：1385回
- 1着回数：112回
- 優出回数：2回
- 優勝回数：1回
- フライング(F)回数：15回
- 出遅れ(L)回数：0回
- 通算勝率：3.66
- 2連対率：18.20
- 3連対率：28.50
- 生涯獲得賞金：72,375,006円

## 参照
- 深尾 巴恵　フカオ トモエ - BOAT RACE Official WEB
- Miyajima Kyotei Freaks（宮島競艇フリークス）
- ボートレーサーの試験受験者募集中　高崎出身・深尾選手「頑張れば結果出る」 - ウェイバックマシン（2016年1月31日アーカイブ分）
- 群馬支部のホープ・深尾巴恵が桐生Ｂ級グルメを紹介